# Sah Sultan
Sah Sultan, född 1509, död 1572, var en osmansk prinsessa, dotter till sultan Selim I och Ayşe Hafsa Sultan och syster till Süleyman den store.
Hon växte upp i Manisa och gifte sig 1523 med Lutfi Pascha, som 1539 blev storvisir. Paret fick två döttrar. År 1541 skiljde hon sig från maken, som också förlorade sin post. Skilsmässan skedde på hennes initiativ. Orsaken var att Lutfi Pascha hade utsatt henne för misshandel sedan hon protesterat då han dömde en kvinna att stympas för äktenskapsbrott. Şah Sultan befallde då sina tjänare att misshandla maken och krävde sedan en skilsmässa. Hon fick sin skilsmässa och maken avsattes dessutom från sin post. 
Sah Sultan lät uppföra Shah Sultan-moskén 1556. 